# Оберто I
Оберто I Обиццо (итал. Oberto I Obizzo; умер ранее 975) — граф Луни, маркграф Восточной Лигурии (Милана) с 951 года, пфальцграф Италии в 953—960 и 962 — 975 годах, сын маркграфа Адальберта I.

## Биография

### Правление
Об отце Оберто I неизвестно ничего, кроме имени. Впервые Оберто упоминается в 951 году как граф Луни. Семейная история выводила происхождение рода из династии Бонифациев, рода маркграфов Тосканы. Оберто был основателем знатного рода Обертингов, из которого позже выводили своё происхождение североитальянские феодалы Маласпина и Паллавичино, а также, по некоторым данным, дом Эсте.
Вскоре после того, как в 950 году Беренгар II Иврейский принял итальянский трон, он реорганизовал управление землями к западу от реки По. Он разделил их на 3 марки, которые получили названия по имени их владельца. Алерам Монфератский получил марку Алерамика (будущее маркграфство Монферрат), Ардуин Лысый получил марку Ардуиника (будущую Туринскую марку), а Оберто получил марку Обертенга. В неё входила Восточная Лигурия. Также она была известна как Генуэзская марка, позже получила название марка Януэнсис. В состав марки входила часть Тосканы, в том числе города Генуя, Милан, Луни, Тортона, Парма и Пьяченца. Он часто упоминается в поздних источниках как маркграф Милана. Кроме того в 953 году Оберто был назначен пфальцграфом Италии.
В 960 году Оберто был вынужден бежать из Италии в Германию. Однако после того, как король Оттон I в 961 году взял Италию под свой контроль, Оберто смог возвратиться. Его права на владения были подтверждены, включая и титул пфальцграфа.

### Брак и дети
Имя жены Оберто неизвестно. Дети:
- Адальберт II, маркграф Восточной Лигурии (Милана)
- Оберто II (ум. после 1013 года), граф Луни и маркграф Восточной Лигурии (Милана), пфальцграф Италии
- Ансельм
- Берта; муж: Оберто, граф Пармы
- Оберто Обиццо II
- Альберт, родоначальник рода маркизов Пароди